# Craugastor charadra
Craugastor charadra is een kikker uit de familie Craugastoridae. De soort werd voor het eerst wetenschappelijk beschreven door Jonathan Atwood Campbell en Jay Mathers Savage in 2000. Oorspronkelijk werd de wetenschappelijke naam Eleutherodactylus charadra gebruikt.
De kikker komt voor in delen van Midden-Amerika en leeft in de landen Guatemala en Honduras. Craugastor charadra wordt bedreigd door het verlies van habitat.